# Krka (DBM-82)
Pour les articles homonymes, voir Krka (homonymie).
Le Krka (DBM-82) est un navire de guerre de la flotte de la marine militaire croate. Selon la classification, il s'agit d'une embarcation de débarquement et un mouilleur de mines de la classe Cetina. Il s'agit en fait de la classe Silba de l'ancienne Armée populaire yougoslave (JRM). Le navire a été construit au chantier naval Brodosplit-Brodogradilište specijalnih objekata à Split et lancé en 1994. Il a rejoint la flotte militaire croate l'année suivante.

## Historique
Le navire est un Ro-Ro par sa conception, il a une rampe d'entrée-sortie à l'avant et à l'arrière. Le navire est destiné au transport d'armes et d'équipements (il peut transporter jusqu'à 6 chars ou 460 tonnes de charge utile) ou jusqu'à 300 soldats. Il peut également effectuer des tâches de pose de mines.
Le 5 juillet 2006, lors d'une révision au chantier naval de Šibenik  le DBM-82 Krka est tombé d'une grue dans la mer. Le treuil de la plate-forme élévatrice est tombé et a percé la coque du navire, ce qui a provoqué une brèche et il a coulé. Un membre d'équipage a été légèrement blessé. Un examen ultérieur a révélé que les dommages n'étaient pas aussi graves qu'on le pensait initialement. Renfloué et réparé, il a repris son service.

### Armement
Le DBM-82  diffère de celui du DBM-81. Il est armé d'un canon Bofors 40 mm et de deux canons de 20 mm. Il peut aussi transporter jusqu'à 94 mines marines.

## Galerie

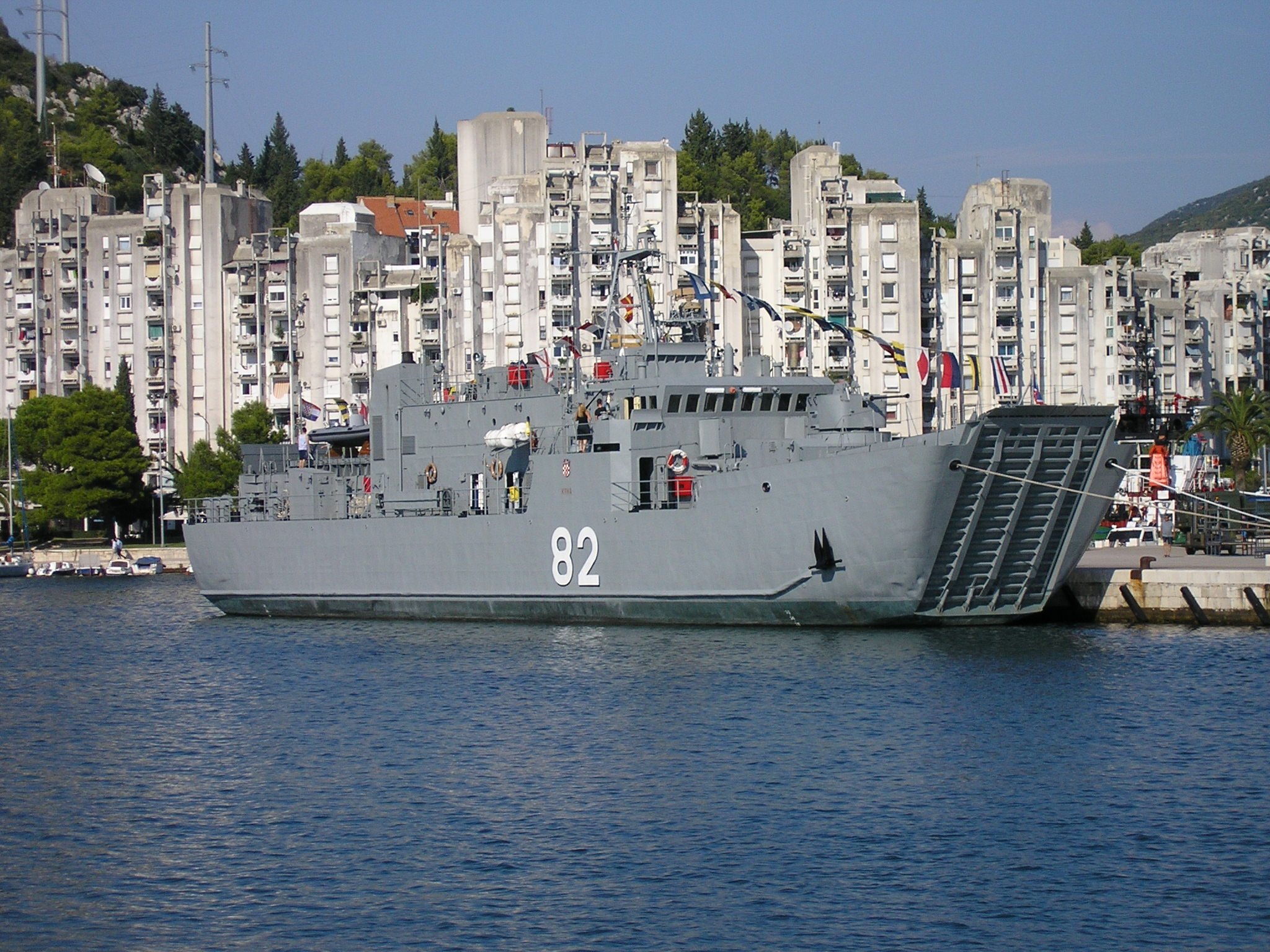
DBM-82 Krka
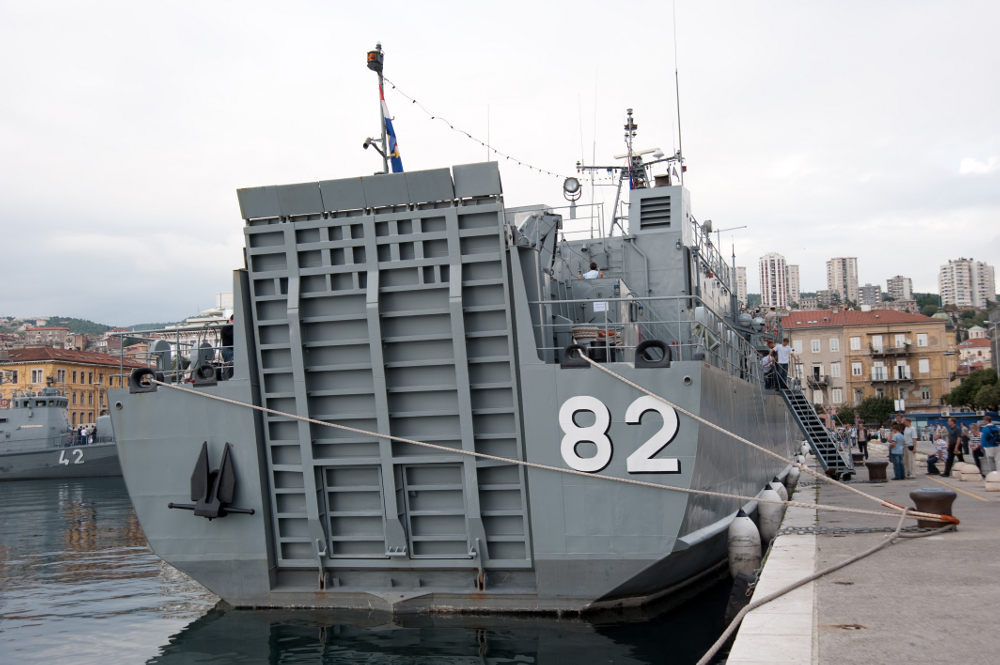
Rampe arrière